# Thomas Goiginger
Thomas Goiginger (Linz; 15 de marzo de 1993) es un futbolista austriaco que juega de centrocampista en el F. C. Blau-Weiß Linz de la Bundesliga. Es internacional con la selección de fútbol de Austria.

## Selección nacional
Goiginger es internacional con la selección de fútbol de Austria desde que fuese convocado en noviembre de 2018 para los partidos de la Liga de Naciones de la UEFA 2018-19 frente a la selección de fútbol de Bosnia y Herzegovina y la selección de fútbol de Irlanda del Norte, sin embargo su debut como futbolista de la selección austriaca no se produjo hasta el 19 de noviembre de 2019, en un partido de clasificación para la Eurocopa 2020.

## Clubes
| Club                 | País     | Año       |
| -------------------- | -------- | --------- |
| Union Vöcklamarkt    | Austria  | 2011-2012 |
| TSV Neumarkt         | Austria  | 2012-2014 |
| SV Grödig            | Austria  | 2014-2016 |
| F. C. Blau-Weiß Linz | Austria  | 2016-2017 |
| LASK Linz            | Austria  | 2017-2024 |
| VfL Osnabrück        | Alemania | 2024      |
| F. C. Blau-Weiß Linz | Austria  | 2024-     |